# Tetracassis lyra
Tetracassis lyra es una especie de insecto coleóptero de la familia Chrysomelidae.
Fue descrita científicamente en 1898 por Spaeth.